# ランカスター駅
ランカスター駅（英語：Lancaster Station）は、ペンシルベニア州ランカスター マックガバンアヴェニュー53にある駅。 

## 利用可能な鉄道路線／列車
アムトラックキーストン回廊のランカスター駅に停車する列車は下記の通り。
ピッツバーグとニューヨーク間の昼行長距離列車ペンシルベニアン号…1日1往復停車
ハリスバーグとニューヨーク間の昼行中距離列車キーストン・サービス号…1日13往復停車
とりわけフィラデルフィアよりランカスターを経てハリスバーグに至る区間はキーストン・サービス号により高速かつ高頻度に列車が運行されている。